# Die 1000 Augen des Dr. Mabuse
Die 1000 Augen des Dr. Mabuse (alemany per  Els mil ulls del Dr. Mabuse) és un thriller de ficció criminal en blanc i negre del 1960 dirigida per Fritz Lang. És la seva darrera obra. Una coproducció internacional alemanys occidental/francesa/italiana, protagonitzada per Peter van Eyck, Dawn Addams i Gert Fröbe. El film proposa el personatge Dr. Mabuse, que havia aparegut en pel·lícules anteriors de Lang el 1922 i el 1933. Die 1000 Augen des Dr. Mabuse va generar una sèrie de pel·lícules alemanyes Mabuse que es van estrenar durant els següents anys per competir amb les pel·lícules Krimi de Rialto Film.

## Trama
Un periodista és assassinat al seu auto quan anava a la feina. L'inspector Kras rep una trucada del seu informador Peter Cornelius, un endeví cec, que va tenir una visió del crim però no de l'autor. Mentrestant, Henry Travers, un ric industrial nord-americà, es registra a l'hotel Luxor, equipat pels nazis durant la Segona Guerra Mundial per a espiar la gent a cada habitació. Festeja la Marian Menil, que és amenaçada pel seu malvat marit de peus equinovats. Hieronymus B. Mistelzweig, suposadament un venedor d'assegurances, també és un hoste de l'hotel i sembla que sempre s'amaga. Aquests personatges dispars s'ajunten finalment per resoldre el que sembla ser la reaparició del doctor Mabuse, presumit mort des de fa molt de temps.

## Repartiment
- Peter van Eyck com a Henry Travers
- Dawn Addams com a Marion Menil
- Gert Fröbe com a inspector Kras
- Werner Peters com a Hieronymus B. Mistelzweig
- Wolfgang Preiss com a professor S. Jordan / Dr. Mabuse
- Lupo Prezzo (Wolfgang Preiss) com a Peter Cornelius
- Andrea Checchi com a Hoteldetektiv Berg
- Howard Vernon com a número 12
- David Cameron com a Michael Parker
- Reinhard Kolldehoff com a Roberto Menil

## Producció
La pel·lícula va ser coproduïda per CCC Filmkunst (Alemanya Occidental), C.E.I. Incom (Itàlia) i Critérion Film (França). Els títols originals eren Die 1000 Augen des Dr. Mabuse (alemany), Il diabolico Dr. Mabuse (italià) i Le diabolique docteur Mabuse (francès).
Va ser l'última pel·lícula dirigida per Fritz Lang, que havia tornat dels Estats Units a Alemanya per fer el que resultarien ser un total de tres pel·lícules per al productor Artur Brauner: Der Tiger von Eschnapur, Das indische Grabmal i Die 1000 Augen des Dr. Mabuse. La pel·lícula va fer servir el personatge Doctor Mabuse inventat per Norbert Jacques, a qui Lang havia utilitzat en dues pel·lícules anteriors el 1922 (Dr. Mabuse der Spieler, publicada en dues parts) i 1933 (Das Testament des Dr. Mabuse).
El guió del film, escrit per Fritz Lang i Heinz Oskar Wuttig, es basa en la novel·la en esperanto Mr. Tot Aĉetas Mil Okulojn de l'autor polonès Jan Fethke. Va portar el personatge de Mabuse de les seves aparicions anteriors a la guerra a l'època contemporània (els anys 60) i va combinar elements de les sèries de pel·lícules alemanyes d'Edgar Wallace, ficció d'espionatge i vigilància Gran Germà amb el nihilisme del món Mabuse.
El rodatge va tenir lloc del 5 de maig al 28 de juny de 1960 als Spandau Studios de Berlín. El film es va estrenar el 14 de setembre de 1960 al Gloria-Palast de Stuttgart  a Alemanya i el 28 de juny de 1961 a París en versió francesa.

## Seqüeles
La pel·lícula va generar una sèrie de seqüeles, totes fetes amb un estil similar i produïdes per Artur Brauner:
- Im Stahlnetz des Dr. Mabuse (1961), dirigida per Harald Reinl.
- Die unsichtbaren Krallen des Dr. Mabuse (1962), dirigida per Harald Reinl.
- Das Testament des Dr. Mabuse (1962) dirigida per Werner Klingler, na seqüela/remake de la pel·lícula de Fritz Lang que va ser llançat el 1933.
- Scotland Yard jagt Dr. Mabuse (1963), dirigida per Paul May.
- Die Todesstrahlen des Dr. Mabuse (1964), dirigida per Hugo Fregonese.
- Dr. M Schlägt Zu (1972) dirigida per Jesús Franco Manera.